# طلال حمد
طلال حمد (مواليد 7 مارس 1987، لاعب كرة قدم إماراتي يجيد اللعب في الدفاع .
لعب مع أندية الشارقة والنصر و الإمارات ودبا الفجيرة .

## روابط خارجية
- طلال حمد على موقع قاعدة بيانات كرة القدم.إي يو (الإنجليزية)
- طلال حمد على موقع Soccerway.com (الإنجليزية)